# Margarethe von Dänemark

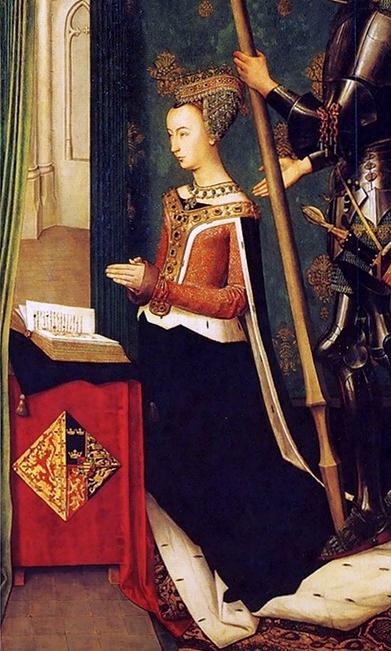
Margarethe von Dänemark

Margarethe von Dänemark (* 23. Juni 1456 in Kopenhagen; † 14. Juli 1486 auf Stirling Castle in Stirling) war durch Geburt dänische Prinzessin und durch Heirat seit 1469 Königin von Schottland.

## Leben

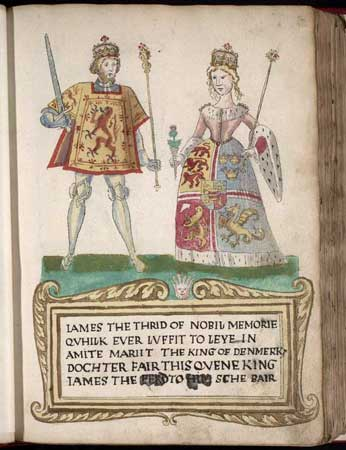
Jakob III. von Schottland und Margarethe von Dänemark

Margarethe war die einzige Tochter des dänisch-norwegischen Königs Christian I. (1426–1481) und der Königin Dorothea von Brandenburg (1430–1495). Ihr Vater war der erste König aus dem Hause Oldenburg.
1460 wurde Margarethe mit dem schottischen König Jakob III. (1451–1488), dem ältesten Sohn Jakobs II. aus dem Haus Stuart und Marias von Geldern, verlobt. Die geplante Eheverbindung wurde auf Vorschlag des französischen Königs Karl VII. vereinbart, um den seit 1426 tobenden Konflikt zwischen Dänemark und Schottland zu beenden. Diese Auseinandersetzung war dadurch ausgelöst worden, dass die Schotten nicht mehr die aufgrund des Friedens von Perth (1266) alljährlich fälligen 100 Mark für den Besitz der Hebriden an die Dänen entrichtet hatten.
Der Ehevertrag Margarethes wurde am 8. September 1468 unterzeichnet. Ihr Vater gab ihr eine Mitgift von 60.000 rheinischen Florins, von denen 10.000 vor Margarethes Abreise aus Kopenhagen zu zahlen waren. Für den Restbetrag verpfändete Christian I., da er diese Summe nicht aufbringen konnte, die damals zu Dänemark gehörigen Orkney-Inseln an Schottland. Jakob III. verpflichtete sich im gleichen Vertrag, seiner Gattin als Wittum ein Drittel der königlichen Besitzungen und Einkünfte zu gewähren, wozu u. a. Linlithgow Palace, Stirling Castle und Doune Castle gehörten; diese Zusage wurde 1478 bestätigt. Da der dänische König vor der Abreise seiner Tochter aus Kopenhagen nur 2000 der vereinbarten 10.000 Florins zu zahlen vermochte, musste er auch die Shetland-Inseln verpfänden; und da er auch in der Folge keine weiteren Gelder der noch ausständigen Mitgift entrichten konnte, fielen sowohl die Orkney- als auch die Shetland-Inseln schließlich endgültig an Schottland.
Nach Schottland gebracht heiratete die damals erst 13-jährige Margarethe König Jakob III. am 13. Juli 1469 in der Holyrood Abbey in Edinburgh. Im nächsten Frühjahr übereignete ihr der schottische Monarch die Einkünfte der Herrschaft Kilmarnock auf Lebenszeit, damit sie die Kosten für ihre Kleider und ihren Kopfschmuck zu bestreiten imstande war. Im Sommer 1470 unternahm sie mit ihrem Gatten eine Reise in den Norden und verbrachte einen Monat in Inverness. Oft hielt sie sich in Stirling Castle auf.
Aus der Ehe Margarethes mit Jakob III. gingen drei Söhne hervor:
- Jakob (IV.) Stuart (* 17. März 1473; † 9. September 1513), ⚭ Prinzessin Margaret Tudor
- Jakob Stewart (* März 1476; † Januar 1504), Duke of Ross und Erzbischof von St. Andrews
- John Stewart (* zwischen dem 16. Juli 1479 und 12. Juli 1480; † 11. März 1503), Earl of Mar und Garioch

Laut einigen späteren Historikern soll Margarethe die Ausübung der Regierungsgeschäfte wesentlich besser als Jakob III. verstanden haben. Während der Gefangenschaft ihres Mannes in Edinburgh Castle (Juli bis Oktober 1482) habe sie mehr Interesse am Wohl ihrer Kinder als an jenem ihres Gatten gezeigt, was anscheinend zur Entfremdung der Eheleute führte; möglicherweise sahen sie sich nach 1482 überhaupt nicht mehr. Dem italienischen Humanisten und Schriftsteller Giovanni Sabadino degli Arienti zufolge sollen Margarethe und ihr Schwager, Alexander Stewart, 1. Duke of Albany, sogar die Einsperrung Jakobs III. zum Wohl Schottlands veranlasst haben. Margarethe starb 30-jährig am 14. Juli 1486 und wurde noch im gleichen Monat in der Cambuskenneth Abbey bestattet. Nach ihrem Tod kamen Gerüchte auf, sie sei von einem Vertrauten des Königs, John Ramsay, 1. Lord Bothwell, vergiftet worden. Auf Betreiben Jakobs III. ernannte Papst Innozenz VIII. 1487 eine Kommission, die Margarethes Tugenden und angeblich von ihr bewirkte Wunder untersuchen sollte, um einen Prozess zu ihrer Heiligsprechung in Gang zu setzen, zu der es aber nicht kam.